# Hegyeshalom
Hegyeshalom (niem. Straß-Sommerein) – wieś i gmina w północno-zachodniej części Węgier, w pobliżu miasta Mosonmagyaróvár. Gmina Hegyeshalom liczy 3489 mieszkańców (styczeń 2011) i zajmuje obszar 52,66 km².

## Położenie
Miejscowość leży na obszarze Małej Niziny Węgierskiej, w pobliżu granicy słowackiej i austriackiej. Administracyjnie należy do powiatu Mosonmagyaróvár, wchodzącego w skład komitatu Győr-Moson-Sopron.